# 俗語論

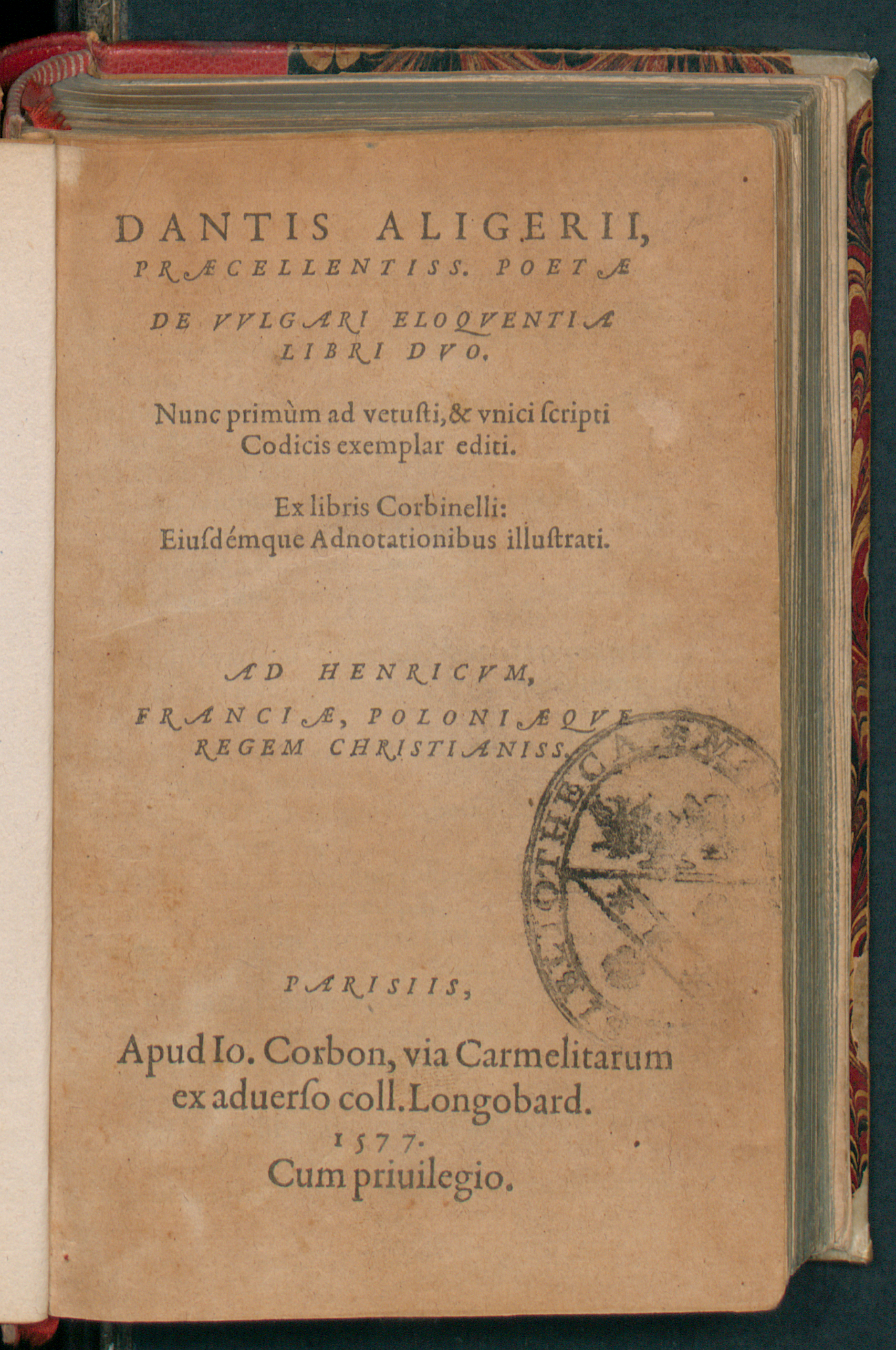
De vulgari eloquentia, 1577

『俗語論』（ぞくごろん、ラテン語：De vulgari eloquentia（デー・ウルガーリー・エーロクェンティアー））は中世のイタリアの作家ダンテ・アリギエーリの著書。ダンテがフィレンツェを追放された前後の1302年から1305年の間に執筆されたと考えられている。本来は全4巻のところが2巻の14章で断絶している。1巻では古典ラテン語と口語（俗語）の関係、文語にふさわしい俗語について論じ、2巻では詩歌を扱っている。